# ایراسما (رورایما)
ایراسما (به پرتغالی: Iracema) یک منطقهٔ مسکونی در برزیل است، که در رورایما واقع شده‌است. ایراسما ۱۴٬۴۱۳ کیلومتر مربع مساحت و ۱۲٬۲۹۶ نفر جمعیت دارد.